# District Council of Franklin Harbour
District Council of Franklin Harbour is een Local Government Area (LGA) in de Australische deelstaat Zuid-Australië.